# Aiguillat épinette
Espèce
L'Aiguillat épinette (Squalus mitsukurii) est une espèce de requin de la famille des Squalidae vivant sur le plateau continental entre le 45e parallèle nord et le 55e parallèle sud, de la surface à 950 mètres. Il peut mesurer jusqu'à 75 cm de long.